# Championnat du Tadjikistan de football 1997
Navigation
Saison précédente Saison suivante
La saison 1997 du Championnat du Tadjikistan de football est la sixième édition de la première division au Tadjikistan. La compétition regroupe treize clubs au sein d’une poule unique où ils s'affrontent deux fois, à domicile et à l'extérieur. 
C'est le Vakhsh Qurghonteppa qui remporte la compétition cette saison après avoir terminé en tête du classement final, avec quatre points d'avance sur le Ranjbar Vose et sept sur le FK Khodjent. C'est le tout premier titre de champion du Tadjikistan de l'histoire du club.
Plusieurs événements ont lieu durant l'intersaison. Tout d'abord, trois clubs changent de nom : le Khulbuk Vose devient le Ranjbar Vose, le Saddam Fayzali devient le Saddam-Faizali Sarband et le FK Parkhar prend le nom de Farkhor Farkhor. Trois autres clubs ne prennent pas part au championnat cette année : le tenant du titre, le Dinamo Douchanbé, le CSKA Douchanbé et le FK Bokhtar. Il n'y a donc que treize équipes engagées dans la compétition.

## Les clubs participants
- Sitora Douchanbé
- FK Khodjent
- Farkhor Farkhor
- Panjsher Kolkhozabad - Promu de D2
- Ravshan Kulob
- Regar-TadAZ Tursunzoda
- Bofanda Douchanbé
- Bakhtiyer Panj - Promu de D2
- Shodmon Ghissar
- Ranjbar Vose
- Vakhsh Qurghonteppa
- Saddam-Faizali Sarband
- Pakhtakor Douchanbé

## Compétition
Le barème de points servant à établir le classement se décompose ainsi :
- Victoire : 3 points
- Match nul : 1 point
- Défaite : 0 point

### Classement
| Rang | Équipe                 | Pts | J  | G  | N | P  | Bp | Bc | Diff |
| ---- | ---------------------- | --- | -- | -- | - | -- | -- | -- | ---- |
| 1    | Vakhsh Qurghonteppa    | 59  | 24 | 19 | 2 | 3  | 69 | 15 | +54  |
| 2    | Ranjbar Vose           | 55  | 24 | 18 | 1 | 5  | 58 | 26 | +32  |
| 3    | FK KhodjentC           | 52  | 24 | 16 | 4 | 4  | 51 | 20 | +31  |
| 4    | Saddam-Fayzali Sarband | 47  | 24 | 14 | 5 | 5  | 61 | 17 | +44  |
| 5    | Regar-TadAZ Tursunzoda | 43  | 24 | 13 | 4 | 7  | 50 | 32 | +18  |
| 6    | Ravshan Kulob          | 40  | 24 | 13 | 1 | 10 | 47 | 32 | +15  |
| 7    | Sitora Douchanbé       | 37  | 24 | 10 | 7 | 7  | 43 | 38 | +5   |
| 8    | Shodmon Ghissar        | 33  | 24 | 9  | 6 | 9  | 41 | 36 | +5   |
| 9    | Farkhor Farkhor        | 24  | 24 | 7  | 3 | 14 | 38 | 76 | -38  |
| 10   | Panjsher KolkhozabadP  | 23  | 24 | 6  | 5 | 13 | 41 | 44 | -3   |
| 11   | Pakhtakor Douchanbé    | 18  | 24 | 6  | 0 | 18 | 19 | 68 | -49  |
| 12   | Bofanda Douchanbé      | 11  | 24 | 3  | 2 | 19 | 14 | 56 | -42  |
| 13   | Bakhtiyer PanjP        | 3   | 24 | 1  | 0 | 23 | 6  | 78 | -72  |

|  | Qualification pour la Coupe d'Asie des clubs champions 1998-1999        |
|  | Qualification pour la Coupe des Coupes 1998-1999                        |
|  | Forfait en cours de saison                                              |
|  | C : Vainqueur de la Coupe du Tadjikistan P : Promu de deuxième division |

- Les clubs du Bofanda Douchanbé et du Bakhtiyer Panj déclarent forfait à l'issue de la phase aller. Toutes les rencontres restant à jouer sont perdues sur tapis vert.

## Bilan de la saison
| Championnat du Tadjikistan de football 1997 |                                 |
| Champion                                    | Vakhsh Qurghonteppa (1er titre) |
| Coupes et trophées                          |                                 |
| Vainqueur de la Coupe du Tadjikistan 1997   | FK Khodjent                     |
| Qualifications continentales                |                                 |
| Coupe d'Asie des clubs champions 1998-1999  | Vakhsh Qurghonteppa             |
| Coupe des Coupes 1998-1999                  | FK Khodjent                     |
| Promotions et relégations                   |                                 |
| Promus en Vysshaya Liga                     | Khoja Karimov Gazimalik         |
| Relégués en Deuxième division               | Aucun                           |